# コハダン・ジ・コンタス
コハダン・ジ・コンタス（Associação de Capoeira Cordão de Contas、略称ACCC）はブラジルのリオ・デ・ジャネイロに本部を持つ、日本のカポエイラの団体。

## 概要
1998年設立。東京、千葉、神奈川、大阪、兵庫、新潟、静岡、湘南、埼玉、名古屋で活動している。
リオ・デ・ジャネイロ本部よりMestre（館長）を招き日本国内でBatizado（洗礼式）及び、Troca de Cordão（昇段式）を定期的に開催。日本国内では数少ないカポエイラの正式な団体であり、現在日本に置いては最大規模を誇る団体である。

## 歴史
池村貴志とブラジル人の2人で組織されたサークルが団体の前身である。その後、東京支部、大阪支部、千葉支部、神戸支部、神奈川支部、新潟支部、静岡支部、名古屋支部の順に規模を拡大していった。2014年4月福岡支部が設立。サークルは福島県郡山市、秋田県、愛知県にある。この間、数多くメディアに取り上げられたり、DVD、CDを出したりと華々しい活動を展開する一方、方向性の違いから大阪代表が入れ代わったりもした。現在はバチザード（昇段式）時にメストレを数人呼ぶ程の規模を誇り、生徒の人数も日本一とされる。

## 活動
現在は貸しスタジオや公共施設などで練習を行う。入門クラスとして各地のカルチャーセンターでも講座を持つ。首都圏エリアに関してはほぼ毎日クラスがあるので、会員は好きな曜日に稽古を受けられる。

## 代表
Mestre Décio（メストレ・デシオ）
ブラジル本部代表師範。本名デシオ デ アゼベド（1967～）。
- 1975年 - カポエイラを習い始める
- 1980年 - ブラジル、リオ・デ・ジャネイロ イタグアイにてCordão de Contas設立
- 1999年 - 初来日。第1回目の昇段審査を開催
- 2001年 - 二度目の来日。第2回昇段式開催。以後、毎年来日し昇段式を開催

Mestre Samurai（メストレ・サムライ）
日本支部代表。本名池村貴志。
- 1995年 - カポエイラを習い始める
- 1998年 - 在日ブラジル人と交流を持ち、横浜のスタジオにて現団体の前進である組織の活動を開始
- 1999年 - ブラジルより館長（Mestre Décio）を招き、3ヶ月間指導を受け、同年リオ・デ・ジャネイロへ渡りインストラクターの資格を得る
- 2000年 - 東京で本格的に活動を開始する
- 2003年 - リオ・デ・ジャネイロ本部昇段式にてProfessor（教士）に昇段
- 2006年 - リオ・デ・ジャネイロ本部昇段式にてContra Mestre（準師範）に昇段
- 2008年 - 日本支部設立10周年を迎える
- 2010年 - リオ・デ・ジャネイロ本部昇段式にて日本人初のMestre（師範）に昇段

Mestre Tigre(メストレ・チグリ）
千葉支部代表。本名中村理。
- 1997年 - 留学先のアメリカ合衆国ハワイ州でカポエイラと出会い、稽古に励む
- 2000年 - Cordão de Contasに入門
- 2001年 - Cordão de Contas do Japão Chibaを創設
- 2003年 - Instrutor（インストラクター）に昇段
- 2006年 - ブラジル本部のBatizadoにてProfessor（教士）に昇段
- 2010年 - リオ・デ・ジャネイロ本部昇段式にてContra Mestre（準師範）に昇段

Professor Cascudo（プロフェッソール・カスクード）
静岡支部代表。本名西村雄野。

## 著作
- 『カポエィラ☆エクササイズ』 - 日本初のカポエイラDVD。
- 『Não pode parar/ナォン ポージ パラール(途絶えてはならない)』 - 日本初のカポエイラCD。